# Uroš Obrknežević
Uroš Obrknežević (Serbia, 4 de octubre de 1975) es un árbitro internacional serbio de baloncesto. Pertenece al KSS y dirige de forma habitual en la Liga ABA y en la primera división serbia (KLS). A nivel continental forma parte del panel de oficiales de EuroLeague Basketball —Euroliga y EuroCup—, figurando en el listado oficial de la organización.

## Trayectoria
Formado en el arbitraje serbio, se consolidó en la Liga ABA —con presencia ya en la 2015–16— y en la KLS antes de su salto estable a competiciones de EuroLeague Basketball. Debutó en EuroCup en la temporada 2016–17 y empezó a aparecer en actas de Euroliga en 2019–20.  
En el entorno doméstico serbio ha sido designado para partidos de alto perfil, como el final del Kupa Radivoja Koraća 2025 (Crvena zvezda–Partizan).  
La KLS, inspirándose en Euroliga, probó en 2024 cámaras corporales en árbitros; el primer test en partido oficial lo realizó Obrknežević en el OKK Beograd–Metalac del último día de liga.

## Euroliga y EuroCup
- EuroCup: 2016–17 – presente (designaciones continuadas; p. ej., Unicaja–UCAM y Gran Canaria–UCAM en 2016–17; Zenit–Andorra en 2018–19).[3][12][13]
- Euroliga: 2019–20 – presente (en listado oficial y actas).[14][4]

Partidos destacados (selección)
- Euroliga RS 2019–20 (J1): Anadolu Efes – Barcelona (04/10/2019, Estambul).[15]
- Euroliga RS 2023–24 (J12): Bayern – Olimpia Milano (05/12/2023, Múnich).[16][17]
- Euroliga RS 2024–25: Fenerbahçe – LDLC ASVEL (20/03/2025, Estambul).[18]
- EuroCup 2018–19 (Top 16): ALBA Berlin – Limoges CSP (21/11/2018, Berlín).[19]

## Serbia (KLS) y Liga ABA
En KLS y en la Liga ABA ha acumulado designaciones en fases finales y partidos de máxima rivalidad. En 2025 fue sorteado para arbitrar el derbi del Korać y series de semifinales del playoff KLS; además, la ABA lo incluye en su nómina estable de árbitros de primera división.